# Xã Eaton, Quận Kearney, Nebraska
Xã Eaton (tiếng Anh: Eaton Township) là một xã thuộc quận Kearney, tiểu bang Nebraska, Hoa Kỳ. Năm 2010, dân số của xã này là 196 người.